# Stein-Eisen-Meteorit
Stein-Eisen-Meteoriten, früher auch Siderolithe genannt, machen mit etwa fünf Prozent nur einen geringen Anteil aller Meteoriten aus. Sie bestehen, wie schon der Name andeutet, aus einer Mischung von Silikat-Mineralen und der für Eisenmeteoriten charakteristischen Eisen-Nickel-Legierung. Sie werden weiter unterteilt in
- Pallasite
- Mesosiderite
- Bencubbinite
- Lodranite
- Siderophyre.

Im Inneren der Pallasite findet man cm-große, grüngelbliche Magnesium-reiche Olivin-Kristalle, die in eine metallische Grundmatrix eingebettet sind. Typischerweise liegt das Verhältnis von Olivin und Metall bei etwa eins zu zwei. Bei noch höherem Metallgehalt treten die auch bei den Eisenmeteoriten beobachteten Widmanstätten-Strukturen auf. Sie stammen vermutlich aus der Grenzzone zwischen dem olivinreichen Mantel und dem durch Eisen und Nickel dominierten Kern ehemaliger Asteroiden. Die anderen Stein-Eisen-Meteoriten haben komplexere Strukturen und Zusammensetzungen.